# Виале, Аугусто
Аугусто Виале (итал. Agostino Viale; Генуя,1692 — Генуя, 1777) — дож Генуэзской республики.

## Биография
Родился в Генуе в 1692 году в семье Бенедетто Виале, бывшего дожа. Был крещен в церкви Санта-Мария-делле-Винье. Юность и молодость провел в Риме, в колледже Клементино. Вернувшись в Геную, получил свою первую государственную должность.   
Был избран дожем 10 марта 1750 года, 160-м в истории Генуи. Во время его правления ничего существенного не произошло. Расходы на его коронацию и банкет были признаны чрезмерным даже частью самого генуэзского дворянства.
Его мандат завершился 10 марта 1752 года, после чего он занимал различные должности в Республике. Служил регентом генуэзского флота, членом военного магистрата, инквизитором, защитником еврейского населения и главой магистрата богослужения и монахинь. 
Он умер в Генуе в 1777 году и был погребен в церкви Сан-Рокко.
Был женат на Оттавии, сестре будущего дожа Маттео Францони (1758-1760).